# Tiberio Carafa (vescovo)
Tiberio Carafa (... – Cassano all'Ionio, 1588) è stato un vescovo cattolico italiano.

## Biografia
Di nobile famiglia napoletana, si addottorò in sacra teologia.
Il 15 maggio 1566 fu nominato vescovo di Potenza da Pio V dietro presentazione del re di Napoli Filippo I, e fu consacrato il 26 maggio dello stesso anno dal cardinale Scipione Rebiba, insieme ai co-consacranti Giulio Antonio Santorio e Vincenzo Laureo.
Cedette l'abbazia di San Leonardo di Catanzaro alla Compagnia di Gesù.
Il 6 febbraio 1579 fu nominato vescovo di Cassano all'Jonio da Gregorio XIII, carica che mantenne fino alla morte.

## Genealogia episcopale
La genealogia episcopale è:
- Cardinale Scipione Rebiba
- Vescovo Tiberio Carafa